# Misie-patysie
Misie-patysie / Kubusiowe patyczki / Prztyczki-Patyczki (ang. Poohsticks) – gra, którą opisał A.A. Milne w książce Chatka Puchatka (jako wymyśloną przez Kubusia Puchatka). 
W misie-patysie może grać dowolna liczba uczestników. Polega ona na wyrzucaniu jednocześnie patyków z jednej strony mostu (z tej strony, po której woda wpływa pod most), a następnie sprawdzaniu, czyj patyk pierwszy wypłynie z drugiej strony. Osoba, której patyki najczęściej wypływały jako pierwsze jest uważana za zwycięzcę. Początkowo do gry Kubuś Puchatek używał szyszek, ale okazało się, że trudno je rozróżnić i praktyczniejsze jest użycie patyków.
O grze w „misie-patysie” powstała piosenka, szczególnie popularna w kręgach harcerskich i zuchowych. Piosenka ma prosty tekst: Graj z nami w misie, w misie-patysie, w misie-patysie z nami graj, który należy powtarzać kilka, kilkanaście, a nawet kilkadziesiąt razy.